# Liste der Monuments historiques in Crozon
Die Liste der Monuments historiques in Crozon führt die Monuments historiques in der französischen Gemeinde Crozon auf.

## Liste der Bauwerke
| Bezeichnung               | Beschreibung | Standort | Kennzeichnung | Schutzstatus | Datum | Bild           |
| ------------------------- | ------------ | -------- | ------------- | ------------ | ----- | -------------- |
| Steinreihe von Lostmarc’h |              | (Lage)   | PA00089899    | Inscrit      | 1980  | weitere Bilder |
| Ty-ar-C’huré              |              | (Lage)   | PA00089898    | Classé       | 1862  |                |
| Kapelle St-Fiacre         |              | (Lage)   | PA00089900    | Inscrit      | 1932  | weitere Bilder |
| Kalkofen Rozan            |              | (Lage)   | PA00089902    | Inscrit      | 1988  | weitere Bilder |
| Kastell Lostmarc’h        |              | (Lage)   | PA00089901    | Inscrit      | 1980  | weitere Bilder |
| Villa Ker ar Bruck        |              | (Lage)   | PA29000041    | Classé       | 2004  | weitere Bilder |

## Liste der Objekte

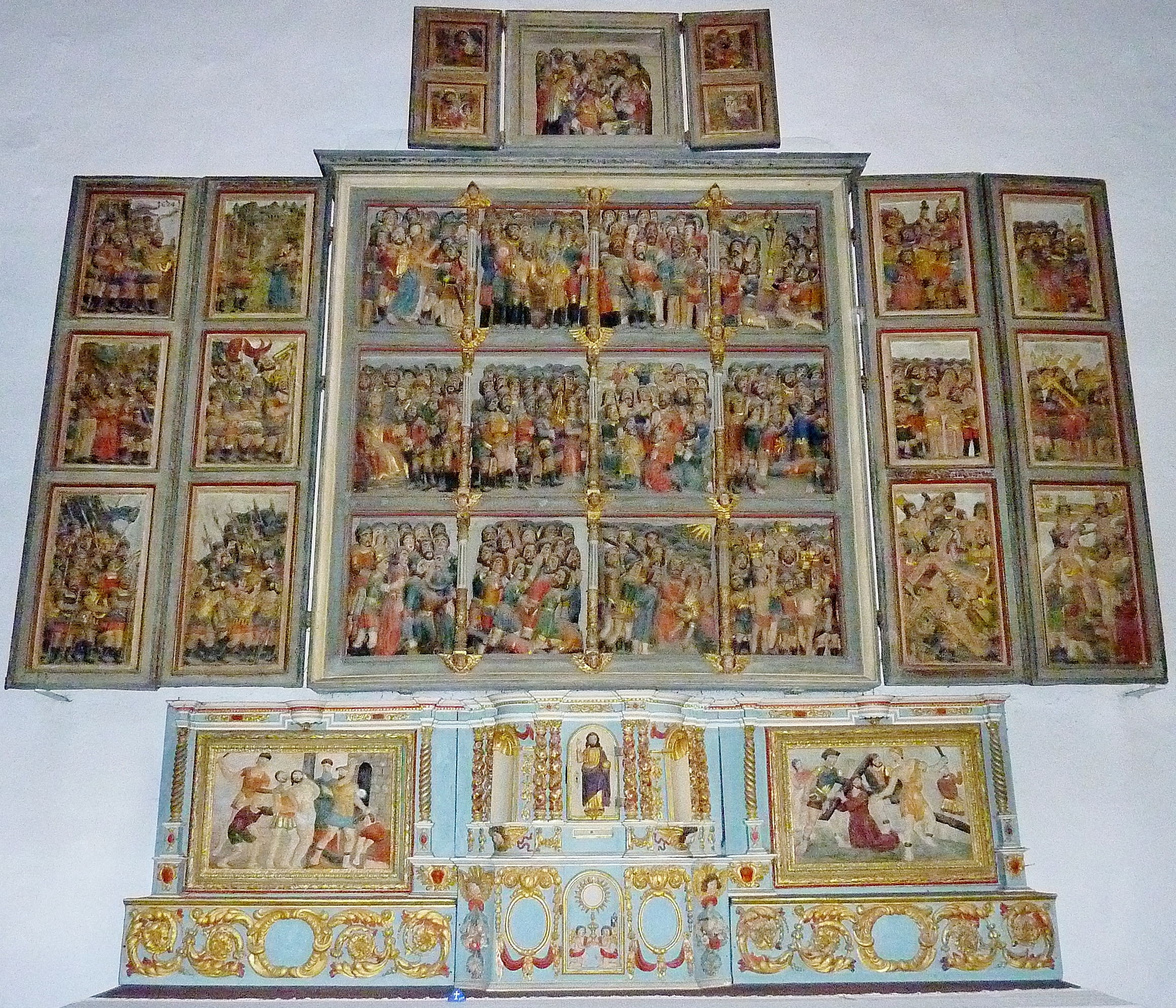
Retabel aus dem Jahr 1602 in der Kirche St-Pierre

- Monuments historiques (Objekte) in Crozon in der Base Palissy des französischen Kultusministeriums